# Torneo de las Tres Naciones 1997
El Torneo de las Tres Naciones 1997 fue la segunda edición de la competencia anual hoy conocida como Rugby Championship.
Comenzó el 19 julio y finalizó el 23 de agosto, participaron las tres potencias del hemisferio sur: Australia, Nueva Zelanda y Sudáfrica. Por segundo año consecutivo los All Blacks obtuvieron el título ganando todos los partidos.

## Modo de disputa
El torneo se disputó con el sistema de todos contra todos a dos series, de ida y vuelta. Cada partido dura 80 minutos divididos en dos partes de 40 minutos.
Los cuatro participantes se agrupan en una tabla general teniendo en cuenta los resultados de los partidos mediante un sistema de puntuación, la cual se reparte:
- 4 puntos por victoria.
- 2 puntos por empate.
- 0 puntos por derrota.

También se otorga punto bonus, ofensivo y defensivo:
- El punto bonus ofensivo se obtiene al marcar cuatro (4) o más tries.
- El punto bonus defensivo se obtiene al perder por una diferencia de hasta siete (7) puntos.

## Equipos participantes
| Australia | Nueva Zelanda | Sudáfrica  |
| --------- | ------------- | ---------- |
| Wallabies | All Blacks    | Springboks |

## Tabla de posiciones
| Posición | Equipos       | Partidos | Partidos | Partidos | Partidos | Puntos  | Puntos    | Puntos | Bonus | Bonus | Puntos |
| Posición | Equipos       | PJ       | PG       | PE       | PP       | A favor | En contra | Dif    | Of    | Def   | Puntos |
| -------- | ------------- | -------- | -------- | -------- | -------- | ------- | --------- | ------ | ----- | ----- | ------ |
| 1        | Nueva Zelanda | 4        | 4        | 0        | 0        | 159     | 59        | +50    | 2     | 0     | 18     |
| 2        | Sudáfrica     | 4        | 1        | 0        | 3        | 148     | 144       | +4     | 2     | 1     | 7      |
| 3        | Australia     | 4        | 1        | 0        | 3        | 96      | 150       | −54    | 2     | 0     | 6      |

|  |                                      |
|  | Campeón del Rugby Championship 1997. |

## Resultados
BO: Punto de bonificación ofensivo.
BD: Punto de bonificación defensivo.
Primera fecha
| 19 de julio de 1997, 15:00 (UTC+2) | Sudáfrica                                                                            | BD 32 – 35 BO | Nueva Zelanda                                                                 | Estadio Ellis Park, Johannesburgo                         |                                                           |
|                                    | Tries Bennett Drotské Conversiones De Beer (2) Penales De Beer (4) Drops De Beer (2) |               | Tries Bunce Spencer (2) Wilson Conversiones Mehrtens (2) Penales Mehrtens (5) | Asistencia: 59,737 espectadores Árbitro(s): Peter Marshal | Asistencia: 59,737 espectadores Árbitro(s): Peter Marshal |

Segunda fecha
| 26 de julio de 1997, 20:00 (UTC+10) | Australia                                                | 18 – 33 | Nueva Zelanda                                                          | Melbourne Cricket Ground, Melbourne                     |                                                         |
|                                     | Tries Gregan Little Conversiones Burke Penales Burke (2) |         | Tries Bunce Cullen Wilson Conversiones Spencer (3) Penales Spencer (4) | Asistencia: 90,119 espectadores Árbitro(s): Ed Morrison | Asistencia: 90,119 espectadores Árbitro(s): Ed Morrison |

Tercera fecha
| 2 de agosto de 1997, 20:00 (UTC+10) | Australia                                                          | BO 32 – 20 | Sudáfrica                                                              | Estadio Suncorp, Brisbane                               |                                                         |
|                                     | Tries Tune (2) Larkham Manu Conversiones Knox (3) Penales Knox (2) |            | Tries Andrews De Beer Os du Randt Conversiones De Beer Penales De Beer | Asistencia: 36,000 espectadores Árbitro(s): Colin Hawke | Asistencia: 36,000 espectadores Árbitro(s): Colin Hawke |

Cuarta fecha
| 9 de agosto de 1997, 19:35 (UTC+12) | Nueva Zelanda                                                                                        | BO 55 – 35 BO | Sudáfrica | Eden Park, Auckland                                     |                                                         |
|                                     | Tries Cullen (2) Ieremia Marshall Randell Spencer Umaga Conversiones Spencer (4) Penales Spencer (4) |               | Tries Kruger Montgomery P. Rossouw Teichmann Van der Westhuizen Conversiones De Beer (3) Honiball (2) Penales De Beer | Asistencia: 48,000 espectadores Árbitro(s): Derek Bevan | Asistencia: 48,000 espectadores Árbitro(s): Derek Bevan |

Quinta fecha
| 16 de agosto de 1997, 19:35 (UTC+12) | Nueva Zelanda                                                              | 36 – 24 BO | Australia                                         | Carisbrook, Dunedin                                   |                                                       |
|                                      | Tries Cullen Marshall Randell Conversiones Spencer (3) Penales Spencer (5) |            | Tries Larkham (2) Roff Tune Conversiones Knox (2) | Asistencia: 42,500 espectadores Árbitro(s): Joël Dumé | Asistencia: 42,500 espectadores Árbitro(s): Joël Dumé |

Sexta fecha
| 23 de agosto de 1997, 15:00 (UTC+2) | Sudáfrica | BO 61 – 22 | Australia                                    | Estadio Loftus Versfeld, Pretoria                         |                                                           |
|                                     | Tries Montgomery (2) Andrews Brosnihan Dalton De Beer Erasmus P. Rossouw Conversiones De Beer (2) Penales De Beer (4) Drops De Beer (2) |            | Tries Knox Little Roff Conversiones Knox (2) | Asistencia: 51,000 espectadores Árbitro(s): Paddy O'Brien | Asistencia: 51,000 espectadores Árbitro(s): Paddy O'Brien |